# Gegants de Sant Sadurní d'Anoia
Els Gegants de Sant Sadurní d'Anoia són una parella de gegants, de nom Ferran i Isabel, que formen part del folklore de Sant Sadurní d'Anoia (Alt Penedès).
Mesuren 3,85 m d'alçada, amb les corones, i pesen 40 kg cadascun. Van ser construïts el 1941 al taller El Ingenio, per encàrrec de l'Ajuntament de Sant Sadurní d'Anoia. Són gegants d'un motlle que va produir nombroses parelles de gegants, i per això tenen "bessones" en moltes poblacions de Catalunya, si bé es diferencien pels vestits, barbes, corones, etc. Cap a l'any 1945 els van fer uns vestits nous, de reis: és en aquest moment que els gegants incorporen les capes i les corones i reben el nom de Ferran i Isabel, és a dir, els Reis Catòlics, tot i que aquests noms no es feien servir gaire i fins i tot eren desconeguts per la població, i gairebé tothom els deia el Gegant i la Geganta.
Els gegants participaven en cercaviles locals per Corpus, Fires i Festes (setembre) i Festa Major (novembre) i els portaven treballadors municipals o gent contractada per a l'ocasió.
L'any 1982 van participar en la cerimònia inaugural del Mundial de Futbol. És en aquest moment que es constitueix una primera colla de geganters i van començar a participar en trobades i actuacions fora de Sant Sadurní. Com que en aquests actes sovint s'havia de presentar una fitxa dels gegants on es demanava el nom, es va recuperar l'ús dels noms Ferran i Isabel que se'ls hi havia posat en els primers anys del franquisme.
Van canviar de vestit els anys 1984 i 2017, mantenint sempre un vestit de reis. El gegant i la geganta van ser remodelats l'any del seu 75é aniversari, ja que en aquell moment estaven molt malmesos. Les estructures inferiors o cavallets encara eren les originals i això feia patir als seus portadors. El 2022 van ser retocats de cara.
La Colla Gegantera Sant Sadurní organitza la Trobada de Gegants i Capgrossos de Sant Sadurní, on conviden colles geganteres de diferents municipis catalans.